# Diplodasys meloriae
Diplodasys meloriae är en djurart som tillhör fylumet bukhårsdjur, och som beskrevs av Todaro, Balsamo och Ezio Tongiorgi 1992. Diplodasys meloriae ingår i släktet Diplodasys och familjen Thaumastodermatidae. Inga underarter finns listade i Catalogue of Life.